# Xingping
Xingping (en chino, 兴平; pinyin, Xīngpíng) es un municipio  bajo la administración directa de la Prefectura Xianyang en la Provincia de Shaanxi, República Popular China.  Su área es de 508 km² y su población total para 2010 superó los 540 mil habitantes. 

## Administración
Desde julio de 2020, el  Municipio Xingping se divide en 13 pueblos que se administran en 5 subdistritos y 8  poblados.